# Копров, Ариэль
Ариэль Копров (настоящее имя Арье-Лейб (Леонид Мотелевич, Маркович) Копров, также Капров; идиш אַריִעל קאָפּראָװ‎‎; 1913, Капрешты, Сорокский уезд, Бессарабская губерния — 15 июня 2007, Торонто, провинция Онтарио, Канада) — еврейский литератор, журналист, поэт. Писал на идише.

## Биография
Ариэль Копров родился в бессарабском еврейском местечке Капрешты (теперь Флорештский район Молдавии), расположенном на реке Реут в семье Мордхэ (Мотл) и Пэрл Копровых. Рано оставшись без отца, переехал с семьёй в Теленешты (теперь райцентр Теленештского района Молдавии). На протяжении нескольких лет учительствовал в соседних сёлах и местечках, учился в Кишинёве и в Ясском университете. Ушёл добровольцем на фронт в первые дни Великой Отечественной войны, служил ефрейтором, был ранен.
После войны окончил факультет журналистики МГУ, жил в Кишинёве, где работал журналистом сначала в еврейской прессе, а после её закрытия — в русской и молдавской.
С 1973 года — в Израиле, где был одним из составителей книг памяти местечек Капрешты (1980) и Теленешты (1982). В 1984 году поселился в Торонто, где выпустил три книги на идише: «Цвишн Цвэй Вэлт-Милхомэс» (Между двумя мировыми войнами, 1991); «Морал, Мут Ун Глойбм» (Нравственность, мужество и вера, 1993) и «А Вэлт Мит Хохмэс» (Мир шуток, 1996). Последнюю книгу составили прокомментированные автором еврейские шутки, пословицы, поговорки, афоризмы и эпиграммы. На русском языке принял участие в сборнике «Мать и мачеха» (1990). Две книги вышли в переводе на английский язык. Публиковал очерки, рассказы и стихи в американских периодических изданиях на идише, в том числе в нью-йоркской газете «Форвертс» (Вперёд).

## Книги А. Копрова
- יזכּור-בוך: קאַפּרעשט (Искер-бух: Капрэшт — Книга Памяти: Капрешты), Иргун Йоцеи Капрэшт БэИсраэль: Хайфа, 1980.
- יזכּור-בוך: טעלענעשט (Искер-бух: Теленэшт — Книга Памяти: Теленешты), Иргун Йоцеи Теленэшт БэИсраэль: Тель-Авив, 1982.
- Капрешты, в кн. «Мать и мачеха» под редакцией Г. Ц. Свирского, Торонто, 1990.
- צװישן צװײ װעלט-מלחמות (цвишн цвэй вэлт-милхомэс — между двумя мировыми войнами), Торонто, 1991.
- Jewish Life in Bessarabia (еврейская жизнь Бессарабии — английский перевод книги Цвишн Цвэй Вэлт-Милхомэс), Oakville, Онтарио, 1993 и Торонто, 1995.
- מאָראַל, מוט און גלױבן (морал, мут ун глойбм — нравственность, мужество и вера; рассказы, стихотворения и очерки), Торонто, 1993.[2]
- Через страдания к искуплению (рассказы на русском языке). Торонто: Erudite Russian Book, 1994. Английский перевод — Through the suffering to redemption: short stories (Торонто: Adler, 1996).
- אַ װעלט מיט חכמות (а вэлт мит хохмэс — мир мудрых шуток), Торонто, 1996.